# 八戸戦争
八戸戦争（はちのへせんそう）は、青森県八戸市をほぼ二分する政争である。
いつ頃から二分する政争と化したのかは定かではないものの、1929年の八戸市成立当初には既に存在したようである。市議選・県議選・衆院選・市長選・県知事選などで様々な思惑から権謀術数が巡らされ、有権者に八戸市独特のバランス感覚が養成された。ここでは代表的なものを以下に列挙する。
なお青森県南部地方では八戸市以外にも本市における政争と同様に、昭和の大合併後は自治体内対立があった模様である。この点で同県津軽地方における金権選挙として存在する津軽選挙と対比される。

## 八戸市長の交代劇
八戸市では長期政権を築いた市長と短命に終わった市長とで交代を繰り返す歴史があり、市長公選となる以前からそのような法則が存在した。このことを地元では、短期（トン）と長期（ツー）の市政が交互に生まれる「トンツー政治」と呼称した。平成に入ってからも中里信男元市長を除きこの法則は破られていない。なお親子で市長を務めた中村拓道・中村寿文はどちらも一期に終わっている。

## 熊谷義雄 対 田名部匡省
第34回衆議院議員総選挙では同じ自民党内でも旧青森1区で八戸戦争が先鋭化した。現職の熊谷義雄候補（三木派）に対し新人の田名部匡省候補（福田派）が裏切って出馬する形となった選挙戦である。この時は衆院議員任期中に死去した中村拓道の後継として若き日の中村寿文も出馬していたため、中村と田名部の関係についても必ずしも良好ではなかった。
熊谷候補は岩手県普代村の出身であることから八戸市内や階上町内の漁業者を中心に支持を集めた（なお、これらの漁業者は新井田川以東の浜通りと呼ばれる地域に多く住んでいた）。一方、田名部候補は八戸市内の旧市街地票や一族票・建設業界内グループ票を中心に集めた（浜通りに対して旧市街地は八戸城下・奥南と呼ばれる）。結果は熊谷候補が当選し田名部候補が敗れるも、第35回衆議院議員総選挙では田名部候補が当選し熊谷候補が落選という逆転現象が起きた。
このような政争が生じた背景としては前述の支持基盤の違いに加え、当時は中選挙区制であったことが大きい。さらに、旧青森1区は津軽地方の青森市も選挙区に含んでいたため、津軽選挙の影響もあり青森市出身の候補が落選し自民系の代議士が育たないという事態が相次いだ。この点における批判は後の小選挙区比例代表並立制導入の伏線となり、保守乱立による革新排除を背景とする保守王国が確立した。

## 田名部匡省 対 大島理森

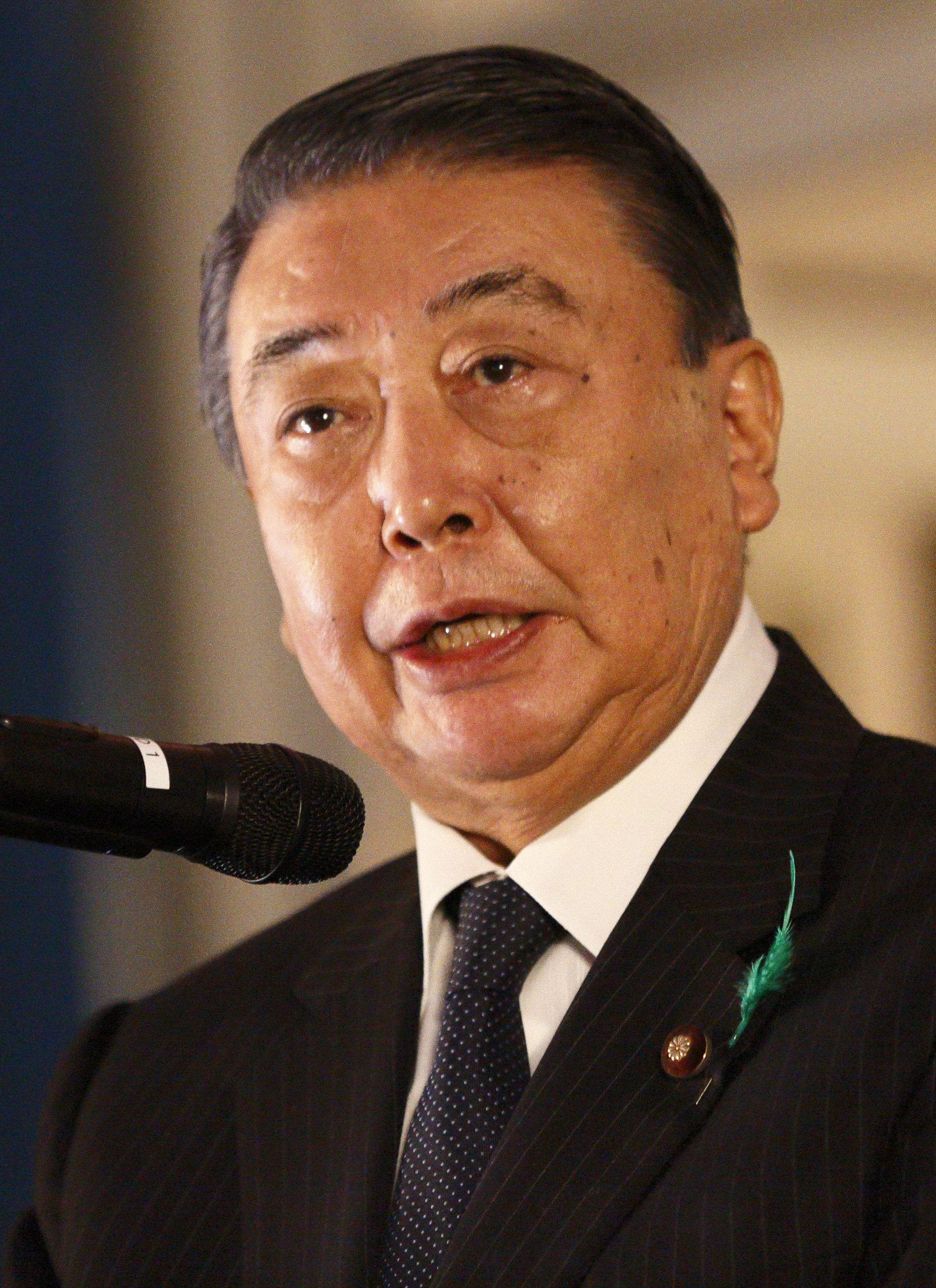
大島理森

熊谷は落選後大島理森（河本派）を後継指名して引退した。大島は第36回衆議院議員総選挙で敗れるも中村が出馬しなかった第37回衆議院議員総選挙で初当選し、以後連続当選を維持している。浜通りの安定した支持基盤を引き継ぎつつも大島自身は八戸市西部の農家の出身だったため、以後支持者の顔ぶれには微妙な変化が生じる。
転機となったのは小選挙区比例代表並立制に切り替わった第41回衆議院議員総選挙であった。田名部も大島も連続して当選してきていたが、三六戦争を経ていた田名部（加藤グループ）は自民党下野に伴い離党していたため、ここに来て全面対決となった。結果は大島の勝利で重複立候補を認められなかった田名部は「田名部党」として参院に鞍替えし、以後衆院青森3区では娘である田名部匡代（民主党）と大島との政争が展開されることになる。

## 木村守男知事辞職
八戸戦争の中でも史上稀に見る代理戦争を展開したのが、2003年の木村守男知事の女性スキャンダル発覚時である。当時は国政選挙こそなかったものの、田名部は守男おろしに奔走し、大島は自民所属議員として同党寄りの守男支援の形を採った。さらにこの時の事情を複雑化させたのは、津島雄二衆院議員（橋本派）と守男の息子である木村太郎衆院議員（森派）のすれ違いが表面化したことである。江渡聡徳のライバルであった三村申吾を守男辞任後擁立した橋本派に対し、守男続投を世話した森派という津軽地方内の対立は、さながら自民分裂戦争の様相であった。

## 小林眞 対 中村寿文
青森県知事辞任劇による影響を最も受けた選挙戦が、2005年に行われた八戸市長選挙である。民主党推薦現職の中村寿文は親子二代にわたる市長で、国政選挙出馬経験もあり、青森県議会議員としてトップ当選を繰り返す人気を誇っていた。中里信男市長退任後の自民党対非自民勢力の総力を挙げた2001年の前回市長選において、自民が推す金入明義に1万票近い差をつけて中村が勝利した実績や、一般に現職首長の二期目の選挙は現職有利のセオリーもあり、自民の対抗馬擁立は難航。敗色濃厚とみて現職県議等からの候補は上がらず、八戸出身の官僚である小林眞を急遽擁立し、自民党推薦新人として挑む構図となった。
しかし、この頃八戸市内の旧市街地では市町村合併の進め方に関する中村市政や前述の辞任劇への批判が存在していた。また、同じ民主党推薦であっても、青森2区の中村友信を支持する一方で、青森3区の田名部を支持せず、大島を当選させるというねじれ現象が生じていた（第43回衆議院議員総選挙と第44回衆議院議員総選挙）。この結果田名部一族・グループ内で中村離れが起き、小林は自身の出身地の浜通りの票をまとめ上げ、郵政選挙の風にも乗って初当選を果たした。

## 田名部匡代 対 大島理森

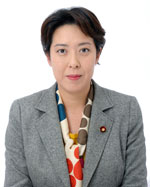
田名部匡代

2009年の第45回衆議院議員総選挙では青森県でも猛烈に自民党へ逆風が吹き荒れたものの、結果は1区を除き小選挙区は自民党が確保した。大島も田名部に367票差に詰め寄られての辛勝であった。しかし2012年の第46回衆議院議員総選挙では青森県から民主系の代議士が全員落選した。田名部自身も久々に比例復活に届かなかった。2014年の第47回衆議院議員総選挙でも青森県の小選挙区は自民党が独占（2017年の第48回、2021年の第49回も自民党が県内を独占）し、田名部は再び比例復活に届かずに終わった。一方、五戸町の2区への区割り変更や記録的低投票率などもあり、大島は大幅に得票を減らす結果となった。
その後田名部は参議院に転じ、2016年の第24回参議院議員通常選挙で当選（2022年の第26回参議院議員通常選挙でも次点に6万票以上の差を付け再選）。2017年の第48回衆議院議員総選挙で4区が廃止されたことにより、青森県全体で小選挙区の区割りが大きく変更された。八戸市を含む旧3区の区域と五戸町は2区へ区割り変更され、2区から立候補した大島が12選を果たした。
大島は2021年の第49回衆議院議員総選挙に立候補せず政界引退した。